# Helgdagar i Ryssland

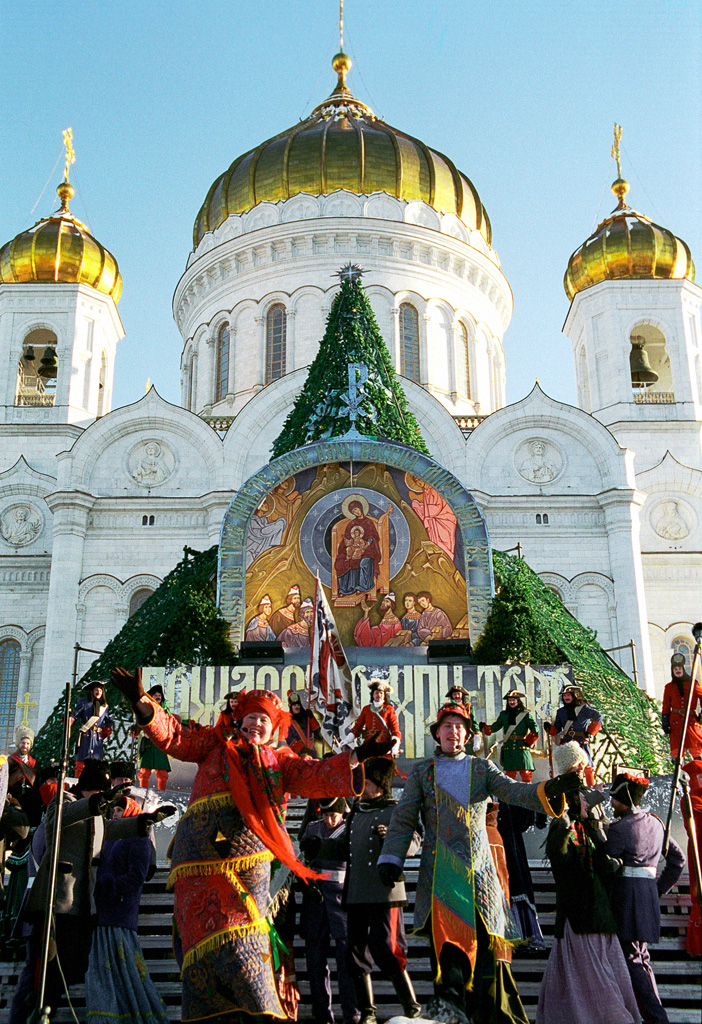
Julfirande i närheten av Kristus Frälsarens katedral i Moskva 2002.

Följande lista är de officiella nationella helgdagarna i Ryssland. Under de här dagarna är affärer, ambassader med mera stängda. Om helgdagen infaller på en lördag eller söndag blir efterföljande måndag automatiskt en ledig dag.

## Officiella högtider

### Nyår och julafton
Nyår är det första firandet i den ryska kalendern. Nyår pågår i åtta dagar efter 1 januari, det är alltså 8 röda dagar under nyårsfirandet och kallas nyårssemestern (ryska: новогодние каникулы novogodniye kanikuly).
Nyår är ett större firande än julafton i Ryssland, detta på grund av de ateistiska traditionerna från Sovjetunionen. I forna Sovjet brukade julafton firas samma dag som nyår och det gör man fortfarande ibland. Julafton firas den 7 januari på grund av att den Rysk-ortodoxa kyrkan följer den Julianska kalendern, vilket gör att julafton firas ungefär 2 veckor senare än om man använder den gregorianska kalendern. Fram till 2005 var endast 1-2 januari helgdagar.

### Fäderneslandsförsvararens dag
23 februari firas Fäderneslandsförsvararens dag (ryska: День защитника Отечества Den zashchitnika Otechestva). Dagen firades första gången 1918. Man hyllar då och minns alla som har försvarat Ryssland i historien. Under Sovjettiden kallades dagen "Röda armédagen" eller "Sovjetiska armen och flottan-dagen", från och med 1949. Sitt nuvarande namn fick högtiden 2002.

### Internationella kvinnodagen
Internationella kvinnodagen firas den 8 mars (ryska:Восьмое марта Vosmoje marta (åttonde mars)). Det här firandet har kommit att inte bara vara en rysk högtid, utan de flesta länder i världen har tagit efter det här firandet. Det man firar är vad kvinnorna har åstadkommit i samhället. I Ryssland firades dagen för första gången 1913, den sista lördagen i februari månad. Firandet fördes därefter över till 8 mars.

### Första maj
Första maj är arbetarrörelsens internationella högtidsdag. I Ryssland kallas dagen Arbetets dag eller Arbetets och vårens dag I Sovjet var denna högtid väldigt viktig, eftersom det var den här dagen arbetarna kunde demonstrera. Dagen har förlorat i betydelse efter Sovjetunionens fall, men det är fortfarande många som firar den, inte minst kommunisterna men även maktpartiet Enade Ryssland ordnar första-majtåg. 

### Segerdagen
9 maj firas segerdagen (ryska:День Победы, Den Pobjedi) för segern över Nazityskland, och man minns dem som fick sätta livet till för att försvara fosterlandet. Det här är ett av de största firandena under året. Mäktiga parader äger rum, inte bara på Röda torget utan i många av Rysslands städer. Blommor delas ut till alla veteraner och placeras på gravar och monument. Anledningen till att Ryssland firar segerdagen 9 maj (och inte 8 maj som de andra allierade) är att när kapitulationsdokumentet skrevs under, sent den 8 maj, hade det redan hunnit bli en ny dag i Moskva. 

### Rysslands dag
Rysslands dag (ryska:День России, Den Rossiji) firas den 12 juni och är Rysslands nationaldag. 12 juni 1990 bildades Ryska Federationen efter att Sovjet kollapsade, och det är därför man firar den här dagen. Dagen infördes officiellt 1992 , men då hette den "Ryska SFSRs deklaration till självstyre". 1 februari 2002 döptes den officiellt om till det nuvarande namnet, Rysslandsdagen. Ryssar brukar ofta äta piroger under den här dagen.

### Nationella enighetsdagen
Nationella enighetsdagen (ryska:День народного единства, Den narodnovo jedinstva) firades först 4 november 2005. Man firar stora oredans slut, när Kuzma Minin och Dmitrij Pozjarskij i november 1612 stoppade polska trupper från att invadera Moskva. Ryssland kunde efter den här segern bildas och bli en stadig och stark stat. Det man menar med att folket ska enas är för att det ryska folket i alla tider, även om det inte fanns någon patriark eller tsar som kunde guida dem, har hållit den ryska staten vid liv.

## Regionala högtider

### Muslimska högtider
- Eid Al-Adha
- Eid Al-Fitr

## Andra högtider i Ryssland
- "Gamla nyår", enligt den julianska kalendern är nyår den 14 januari
- "Tatjanadagen" 25 januari firas till den kristna martyren Sankta Tatjana
- Alla hjärtans dag 14 februari
- Maslenitsa "Smörveckan" (ryska: Мaсленица), firas en vecka innan "den stora fastan"[11]
- Påsk
- "Kosmonaut-dagen" 12 april, firas till minne av den första mannen i rymden Jurij Gagarin
- "Radiodagen" 7 maj
- "Ivan Kupala-dagen"  6-7 juli enligt gregorianska kalendern, 23-24 juni enligt julianska kalendern [12]